# Caroline Bonde Holm
Caroline Bonde Holm, född 19 juli 1990 i Hørsholm, är dansk rekordhållare i stavhopp med resultatet 4,50, sedan februari 2022. Hon tog brons i Junioreuropamästerskapen i stavhopp 2009 och har vunnit danska mästerskapen 20 gånger. 8 gånger utomhus och 12 gånger inomhus.